# Gagárina (Sochi)
Gagárina (del ruso: Гага́рина) es un microdistrito perteneciente al distrito Central de la unidad municipal de la ciudad-balneario de Sochi del krai de Krasnodar del sur de Rusia. Tiene alrededor de 20 000 habitantes.
Está situado en la zona central del distrito, entre la orilla derecha del río Sochi y la vertiente delantera del monte Vinográdnaya. Sus principales arterias son las calles Gagarin, Chaikovski, Krasnoarméiskaya, Novosiólov, el bulevar Tsvetnói y el pasaje Gúkovski.

## Historia
En época soviética se conocía como Komunstrói. La zona en la que se encuentra el microdistrito era zona de inundación de las crecidas del río Sochi desde tiempos remotos. En 1929 se construyó el primer aeródromo de Sochi, que admitía a los aviones ligeros del constructor Polikárpov, Po-2, cuyo edificio se ha conservado y es utilizado por la policía fiscal. El comandante Jānis Fabriciuss murió ahogado cuando participaba en el rescate de los supervivientes del accidente de un avión que intentaba aproximarse a este aeródromo en 1929. Durante la Gran Guerra Patria tenía su base aquí la 9 División de la Escuadrilla Aérea de la Guardia. Posteriormente el espacio se utilizaría como campo de fútbol y como helipuerto. A comienzos de la década de 1950, en el lugar se inició la construcción de nuevas viviendas.

## Lugares de interés
Los principales atractivos turísticos del microdistrito son:
- Monumento a Yuri Gagarin
- Monumento Lomáyushchaya strely ("Flechas rotas")

## Educación
Cabe destacar la escuela media n.º 7 y la nº24.

## Galería

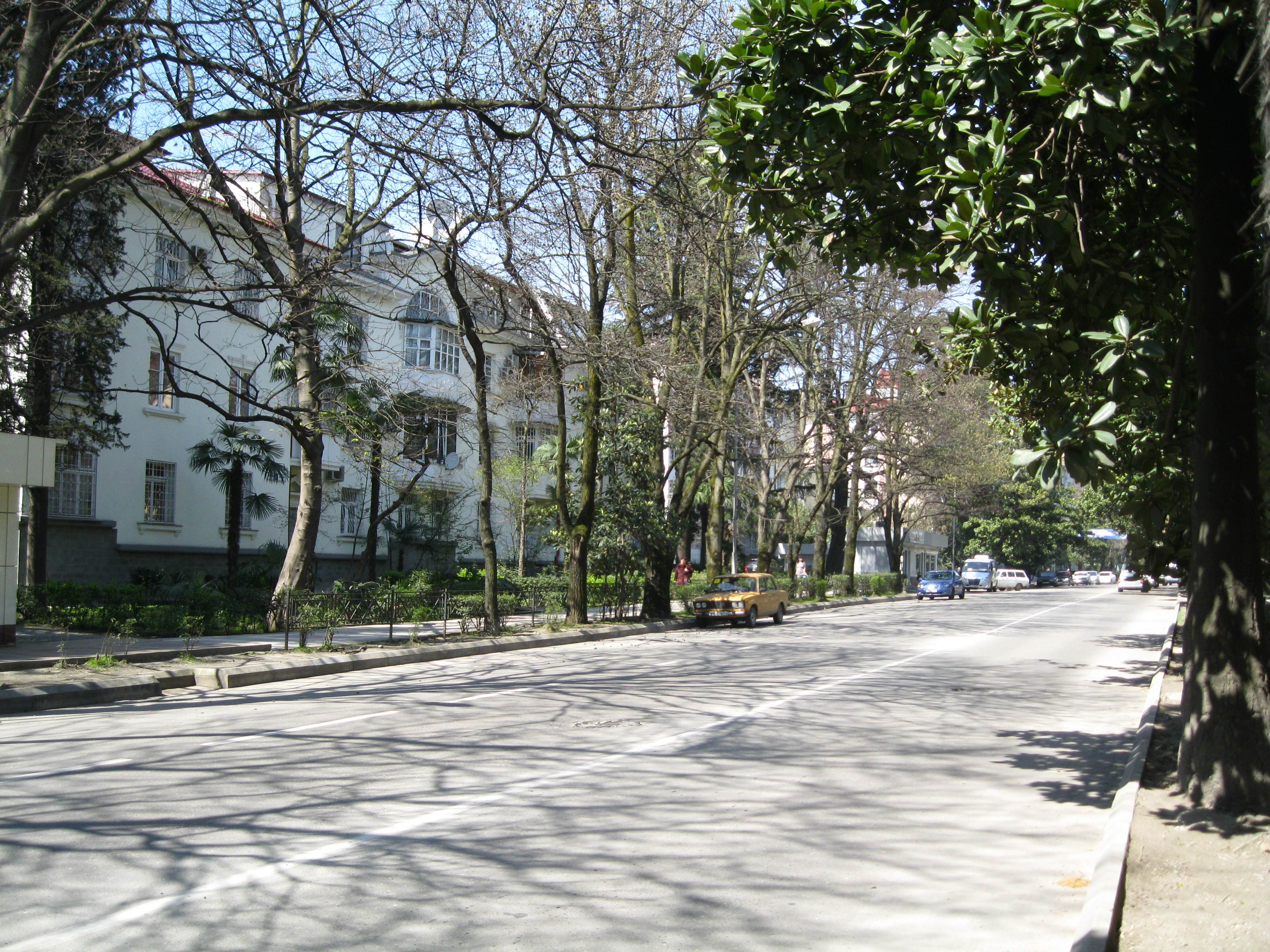
Calle Gagarin.
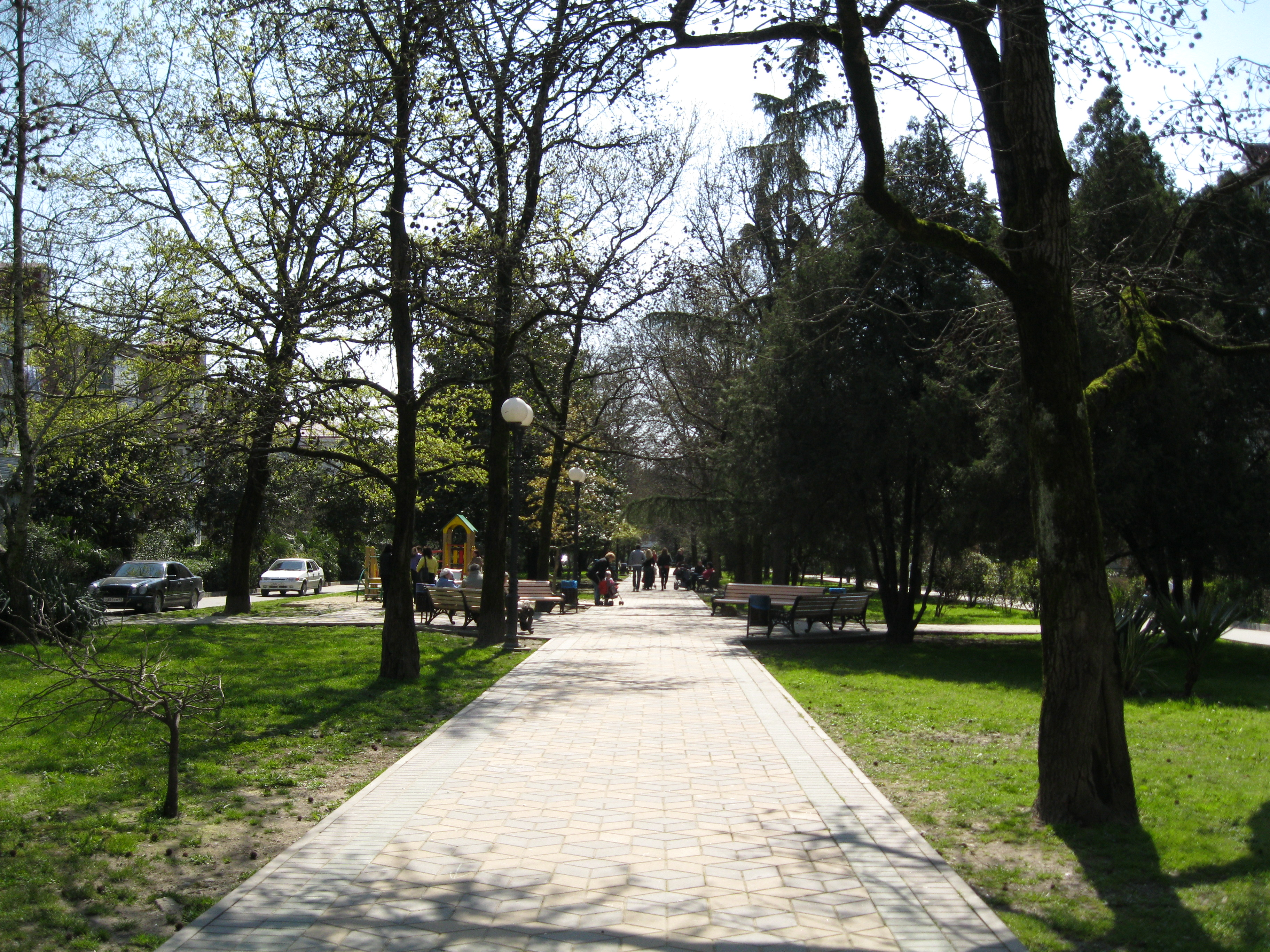
Bulevar Tsvetnói.